# كلبرائيون

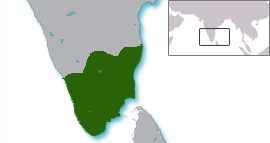
جنوب الهند في حكم الكلبرائيين

الكلبرائيون هي سلالة تاريخية بوذية حكمت جنوب الهند في الفترة الممتدة بين القرن الثالث إلى القرن السادس الميلاديين.